# Graham Symonds
Graham Symonds   (Coventry, 21 de març de 1937 - Essex, juny 2006) fou un nedador anglès, que va competir durant les dècades de 1950 i 1960.
En el seu palmarès destaca una medalla de bronze en els 200 metres papallona del Campionat d'Europa de natació de 1958, i, representant Anglaterra, una de plata i una de bronze als Jocs de la Commonwealth de 1958. A nivell nacional va guanyar el campionat britànic de l'ASA de 1954 de les 440 iardes lliures i el de les 220 iardes papallona de 1955.
El 1956 va prendre part en els Jocs Olímpics d'Estiu de Melbourne, on fou dotzè en la prova del 200 metres papallona del programa de natació.
Una vegada retirat va treballar al departament de publicacions tècniques de la divisió d'avions d'Armstrong Siddeley. Després va dissenyar tractors per a Massey Ferguson, va treballar per a Chrysler Rootes i el 1967 es va incorporar a la Ford. Durant la dècada de 1980 i 1990 va treballar als Estats Units dissenyant camions mitjans i grans de la Ford i el 1998 va tornar a Anglaterra per assumir el càrrec de subdirector de disseny de vehicles Ford petits i mitjans a la factoria de Dunton Wayletts.